# Dreifaltigkeitskirche (Korfantów)

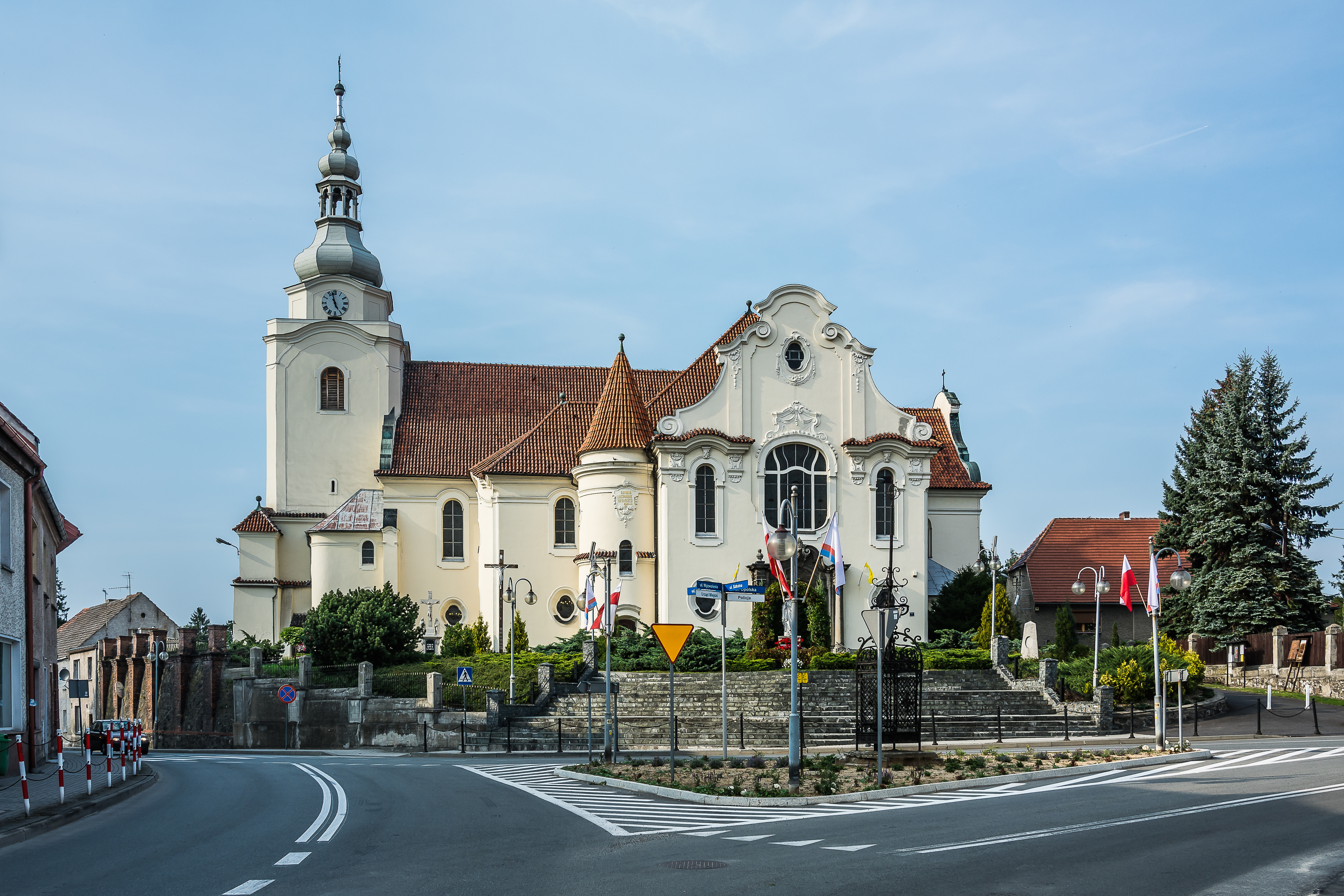
Dreifaltigkeitskirche (2019)

Die Dreifaltigkeitskirche  (poln. Kościół Trójcy Świętej) ist eine römisch-katholische Kirche in der schlesischen Stadt Korfantów (deutsch Friedland). Das Gotteshaus liegt nördlich des Stadtkerns an der ul. Wyzwolenia (bis 1945 Schlossstraße). Die Kirche ist die Hauptkirche der Pfarrei der Hl. Dreifaltigkeit (Parafia Trójcy Świętej w Korfantowie) in Korfantów.

## Geschichte
Ein erster Kirchenbau entstand bereits in der zweiten Hälfte des 13. Jahrhunderts im gotischen Stil auf einer kleinen Anhöhe nördlich der Stadt. Erstmals erwähnt wurde die Kirche im Jahr 1335. 
Zwischen 1564 und 1629 wurde der Kirchenbau durch die Protestanten genutzt. 
Ab 1751 erfolgte ein Umbau der Kirche im Stil des Barocks. Der westlich angrenzende Kirchturm wurde erhöht und mit einem barocken Helm versehen.
Ab Mitte des 19. Jahrhunderts setzte ein starkes Bevölkerungswachstum in Friedland ein, wodurch die Anzahl der Gemeindemitglieder anstieg. Ende des 19. Jahrhunderts wurde der Abriss und ein Kirchenneubau beschlossen. Unter dem Pfarrer Valentin Wojciech begann Anfang des 20. Jahrhunderts der Abriss des gotischen Kirchenbaus. Lediglich der Kirchturm blieb erhalten. Zwischen 1908 und 1909 entstand ein neobarocker Neubau mit Einbeziehung des mittelalterlichen Kirchturms. Am 23. November 1909 erfolgte die Weihe des Neubaus der Dreifaltigkeitskirche.
Seit 1966 steht das Kirchengebäude unter Denkmalschutz.

## Architektur

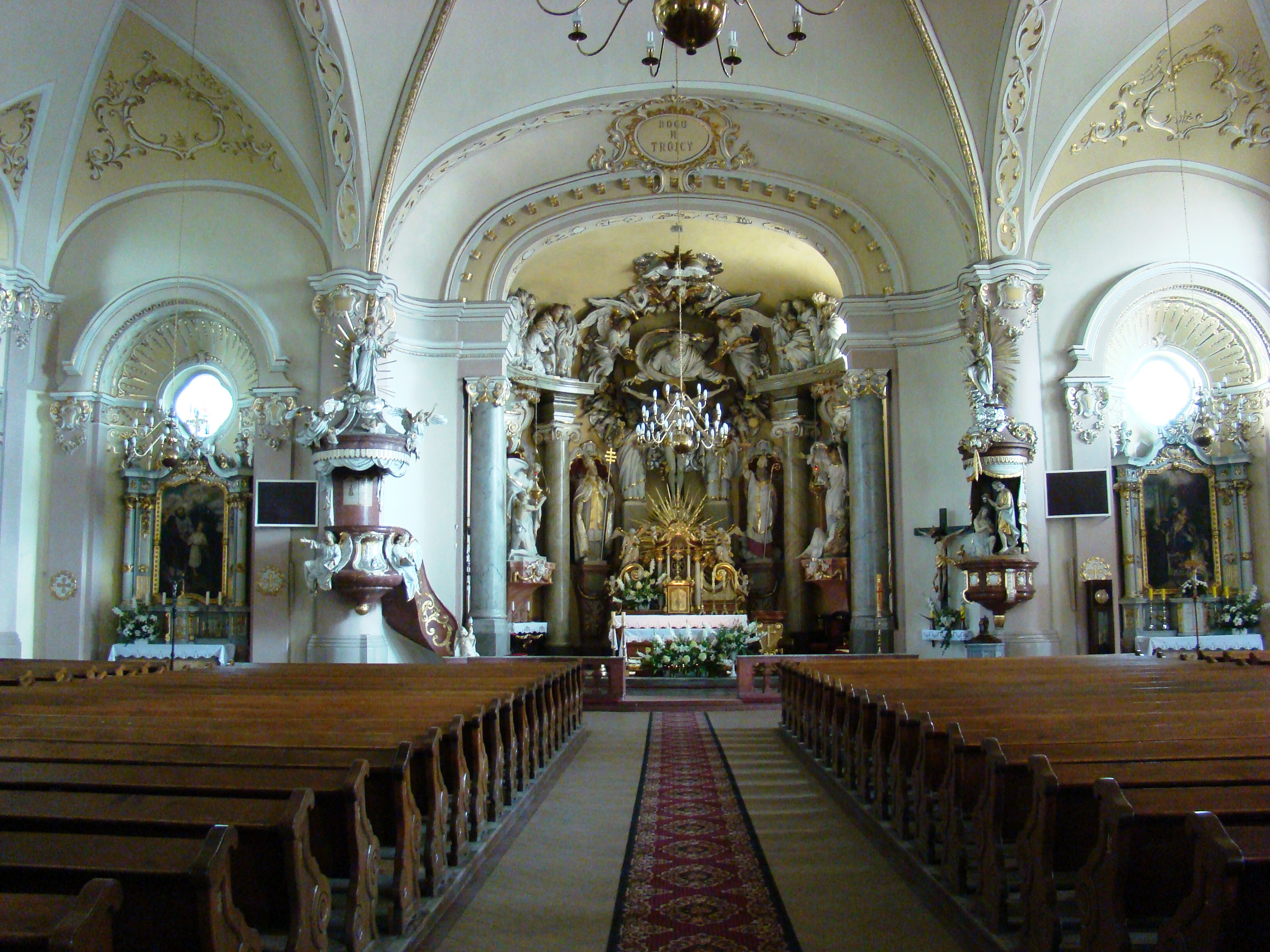
Innenraum

Die Kirche entstand Anfang des 20. Jahrhunderts als Hallenkirche im neobarocken Stil. Das Lang- und Querhaus sind dreischiffig. Der Chor entstand mit halbrunder Apsis. Die Hauptfassade an der Südseite besitzt eine reiche Verzierung und einen Querhaus-Knickgiebel.
Im Innenraum befindet sich eine umlaufende Empore mit gebauchten Brüstungen sowie eine reiche neobarocke Ausstattung. Die Fenster an der Südseite sind nahezu quadratisch mit abgerundeten Ecken. 
Einzelne Grabdenkmäler haben sich erhalten, darunter jenes des Freiherrn Wenzelaus von Nowagk († 1681) und ein Wandepitaph von Heinrich Schubert.